# Бавеніт
Бавені́т (рос. бавенит; англ. bavenite, duplexite; нім. Bavenit) — мінерал, берилосилікат підкласу острівних силікатів.

## Етимологія та історія
Бавеніт (боуніт) був названий американським мінералогом Джеймсом Д. Даною в 1850 році на честь Джорджа Т. Боуена, який проаналізував його в 1822 році.
Бавеніт вперше був описаний італійським професором мінералогії Етторе Артіні (1866—1928) в 1901 році. Однак він пропустив присутність берилію в мінералі. Артіні назвав мінерал на честь місцевості Бавено в Італії, де він був первинно знайдений. У 1932 р. американські мінералоги Шаллер і Фейрчайлд описали бавеніт з «шахти Гімалаї» в Меса-Гранде, Каліфорнія, США. Тоді аналіз показав вміст оксиду берилію 2,67 %. Вміст берилію було підтверджено знову в 1941 році. У 1946 і 1948 роках Кутукова, Роуледж і Хейтон опублікували аналізи мінералів, що містять від 6,60 до 7,14 % BeO. Роуледж і Хейтон назвали мінерал дуплекситом. Вони вказували на високу схожість оптичних значень і, завдяки більшому вмісту берилію, вважали, що їхні знахідки — новий мінерал. У подальшій роботі Флейшер і Швіцер вказували, що пропорції алюмінію та берилію компенсують один одного. Вони припустили, що дуплексит і бавеніт — це все-таки один і той же мінерал.

## Склад і властивості
Формула: Ca4[Be2Al2Si9O26](OH)2. Вміст ВеО від 5,5 до 9,3 %. Домішки: Na, Fe3+, Mn та ін.
Сингонія ромбічна.
Густина 2,7.
Твердість 5,5-6.
Утворює голчасті і пластинчасті кристали.
Безбарвний або забарвлений в сіруваті і рожевуваті тони.
Блиск скляний.
Спайність довершена в одному напрямі.
Відносно рідкісний. Зустрічається в гідротермальних родовищах. Асоціює з карбонатами, флюоритом, польовими шпатами та ін.
У випадку значних скупчень — потенційна берилієва руда.

## Поширення
Станом на 2015 рік бавеніт знайдений у 239 місцях. Країни, де зафіксовані знахідки бавеніту: Афганістан, Австралія, Болгарія, Китай, Німеччина, Фінляндія, Франція, Гренландія, Італія, Японія, Канада, Мадагаскар, Монголія, Намібія, Австрія, Пакистан, Польща, Португалія, Росія, Іспанія, Швеція, Швейцарія, Південно Африканська Республіка, Чехія, Велика Британія і США (штати Каліфорнія, Коннектикут, Мен, Нью-Гемпшир, Північна Кароліна, Вірджинія та Вісконсин), Норвегія, Казахстан. В Україні виявлений у пегматитах.